# Long John's Blues
Long John's Blues è l'album d'esordio di Long John Baldry, pubblicato nel 1964 dalla United Artists Recordings col nome Long John Baldry & The Hoochie Coochie Men.
L'album è stato ristampato nel 1970 per il mercato statunitense con una bonus track, nel 1995 in un doppio CD contenente anche il successivo album Looking at Long John del 1966, e nuovamente in vinile nel 2009.

## Tracce
1. I Got My Mojo Workin (McKinley Morganfield) - 3:13
2. Gee Baby Ain't I Good to You (Don Redman, Andy Razaf) - 3:57
3. Roll 'Em Pete (Pete Johnson) - 3:32
4. You're Breaking My Heart (Long John Baldry) - 4:36
5. Hoochie Coochie Man (Willie Dixon) - 3:50
6. Everyday (I Have the Blues) (Peter Chatman) - 3:04
7. Dimples (John Lee Hooker) - 2:22
8. Five Long Years (Eddie Boyd) - 5:11
9. My Babe (W.Dixon) - 2:36
10. Times Gettin' Tougher than Tough (Jimmy Witherspoon) - 2:28
11. Goin' Down Slow (James Burke Oden) - 3:57
12. Rock the Joint (L.J.Baldry) - 3:53

Bonus track ristampa USA 1970
1. Up Above My Head (con Rod Stewart)

## Ospiti
- Long John Baldry - voce
- Jeff Bradford - chitarra, armonica a bocca
- Rod Stewart - banjo
- Ian Armitt - tastiere
- Cliff Barton - basso
- Bill Law - batteria